# Облакомер

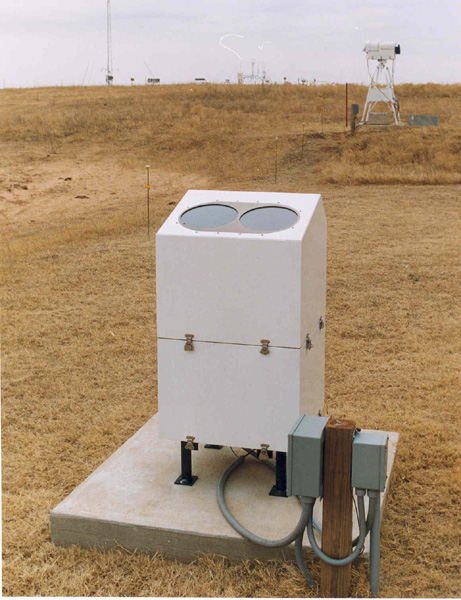
Облакомер

Облакомер — метеорологический прибор для определения высоты нижней и верхней границ облаков. Для работы использует либо лазер, либо другой источник когерентного света. Облакомеры также используются для определения концентрации аэрозолей в атмосфере.

## Лазерный облакомер
- лазерный облакомер состоит из вертикально расположенного лазера и приёмника света, обычно лидара, приёмника лазерного света ИК-диапазона. Лазерный импульс продолжительностью в несколько наносекунд посылается вверх, в атмосферу. Пока луч проходит через аэрозоль, некоторая часть его энергии рассеивается на частицах аэрозоли, на частицах с размером порядка длины волны лазерного луча. Из-за эффекта, называемого рассеянием Ми, часть света рассеивается назад и улавливается приёмником облакомера. Время задержки принимаемого сигнала может быть пересчитано в расстояние {\displaystyle d} до точки рассеяния по формуле:

{\displaystyle d={\frac {c\delta t}{2}}}
где c — скорость света в воздухе.
Таким образом, на основе анализа временных задержек большего количества лазерных импульсов можно построить усредненное вертикальное распределение концентрации аэрозоля в атмосфере. В том числе можно определить высоту нижней кромки облаков.